# Ki no Kosami
En aquest nom japonès, el cognom és Ki.
Ki no Kosami (纪古佐美, 730-797) va ser un noble i buròcrata japonès que va viure a les acaballes de l'era Nara i començaments de l'era Heian. El seu pare va ser Ki no Yadonamaro.
El 764 va ser nomenat com Jugoi i posteriorment com a governador de la província de Tanben, Hyōbu-sho i administratiu de la província d'Ise. El 780 va ser nomenat Seite Fukushû com a assistent de Fujiwara no Tsugutada, i va anar a l'est de país. El 781 va ser nomenat governador de la província de Mutsu i posteriorment va ser Sahyōefu, Sachūben, Shikibu Taifu, entre altres llocs més, i en 785 va ser nomenat com Sangi. El 788 va ser nomenat com Seite Taishōgun i en 789 va ser assignat al subjugament dels emishi però la fèrria oposició del cap tribal Emishi Aterui va provocar la derrota de Kosami i va haver de tornar a la capital, Nagaoka-kyō.
Posteriorment va ser nomenat Chūnagon i en 796 va ser Dainagon, càrrec que ocuparia fins a la seva mort l'any següent.